# Tretanorhinus mocquardi
Tretanorhinus mocquardi — вид змій родини полозових (Colubridae). Мешкає в Панамі, Колумбії і Еквадорі. Вид названий на честь французького герпетолога Франсуа Моккара.

## Поширення і екологія
Tretanorhinus mocquardi відомі за кількома зразками, зібраними в Панамі, на заході Колумбії та на заході Еквадору. Вони живуть в заболочених лісах та в мангрових заростях у прибережних районах. Самиці відкладають яйця.